# Sîrbușca
Sîrbușca, international Sirbusca, (russisch: Сырбушка) ist eine Tomatensuppe aus Rumänien und der Republik Moldau. Sie wird üblicherweise warm oder heiß als Vorspeise serviert. Zu den Grundzutaten zählen Tomaten, Kartoffeln, Zwiebeln, Karotten, Petersilie, Salz und Pfeffer.
In Moldau ist sie ein Nationalgericht. Die Suppe wird dort fleischlos mit einem hohen Anteil an Molke zubereitet, wobei in der modernen Küche die Schafsmolke durch Kuhmolke ersetzt wurde. In Rumänien bzw. in der internationalen Küche werden auch anstelle der Molke als tierische Beigaben Speck und Hühnerbouillon hinzugefügt.